# Castillo de Okazaki
El castillo de Okazaki (岡崎城 Okazaki-jō) fue un castillo japonés sito en Okazaki, Prefectura de Aichi, Japón. A finales del periodo Edo, el castillo de Okazaki era la sede del clan Honda, daimios del Dominio de Okazaki, pero el castillo se hizo famoso por su vinculación con el clan Tokugawa y con Tokugawa Ieyasu. El castillo era también conocido como "Tatsu-jō " (龍城).

## Historia
Saigo Tsugiyori construyó una fortificación de muros de tierra en la región de Myodaiji de Okazaki, cerca del actual castillo en 1455. Matsudaira Kiyoyasu demolió, después de hacerse con el control del área en 1524, la vieja fortificación y construyó el castillo de Okazaki en su ubicación presente. Su famoso nieto Matsudaira Motoyasu (más tarde conocido como Tokugawa Ieyasu) nació aquí el 16 de diciembre de1542. El clan Matsudaira fue derrotado por el clan Imagawa en 1549, e Ieyasu fue enviado al castillo de Sunpu como rehén. Tras la derrota de los Imagawa en la Batalla de Okehazama,  Ieyasu recuperó la posesión del castillo en 1560 y dejó a su hijo mayor, Matsudaira Nobuyasu, al cargo cuando se trasladó al castillo de Hamamatsu en 1570. Después de que Oda Nobunaga ordenara la muerte de Nobuyasu en 1579, los miembros del clan Honda ejercieron como castellanos. Tras ser enviado Ieyasu a Edo después de la Batalla de Odawara por Toyotomi Hideyoshi, el castillo se le dio a Tanaka Yoshimasa, quién mejoró sustancialmente sus fortificaciones, expandió la ciudad aneja y desarrolló la red de estaciones del Tōkaidō (Okazaki-juku).
Después de la creación del shogunato Tokugawa, se creó el Dominio de Okazaki y se le entregó el castillo a uno de los hombres de confianza de Ieyasu, Honda Yasushige. En 1617 se completó una torre del homenaje de tres pisos. El clan Honda fue reemplazado por el clan Mizuno, que gobernó de 1645 a 1762, y el clan Matsudaira (Matsui), entre 1762 y 1769. En 1769, una rama del clan Honda regresó a Okazaki, y gobernó hasta la restauración Meiji.
En 1869, el último daimio del Dominio de Okazaki, Honda Tadanao, entregó el castillo de Okazaki al nuevo gobierno Meiji.  Con la abolición del sistema han en 1871, el Dominio de Okazaki se convirtió en parte de la Prefectura de Nukata. El castillo de Okazaki fue utilizado como sede central de la prefectura. En 1872 la Prefectura de Nukata se fusionó con la de Aichi, y la capital se trasladó a Nagoya. De acuerdo con las directivas de gobierno, el castillo fue demolido en 1873, y la mayor parte de sus terrenos fueron vendidos a particulares.

### El castillo hoy
La actual torre del homenaje se reconstruyó en 1959 para fomentar el turismo. La puerta principal del castillo se reconstruyó en 1993, y la torre (yagura) de la esquina este en el año 2010. En 2007, unas obras realizadas cerca el castillo sacaron a la luz piedras del patio exterior del castillo, lo que sirvió como prueba que confirmaba la hipótesis de que el castillo de Okazaki era uno de los cuatro más grandes de Japón.
La estructura de ferrocemento tiene tres tejados y cinco pisos interiores, y contiene exposiciones de objetos del castillo original, espadas japonesas, armaduras y dioramas que ilustran la historia local. El área alrededor del castillo es actualmente un parque, con un museo dedicado a la vida de Tokugawa Ieyasu y a los samuráis de Mikawa, casas de té, un teatro Noh, una pequeña torre del reloj con títeres tradicionales karakuri, y una impresionante puerta principal. El parque es también famoso como lugar idóneo para la contemplación de cerezos en flor, y de wisterias y azaleas.
El año 2006 fue escogido por la Japanese Castle Foundation (日本城郭協会 Nihon Jōkaku Kyōkai) como uno de los 100 mejores castillos de Japón.

## Galería

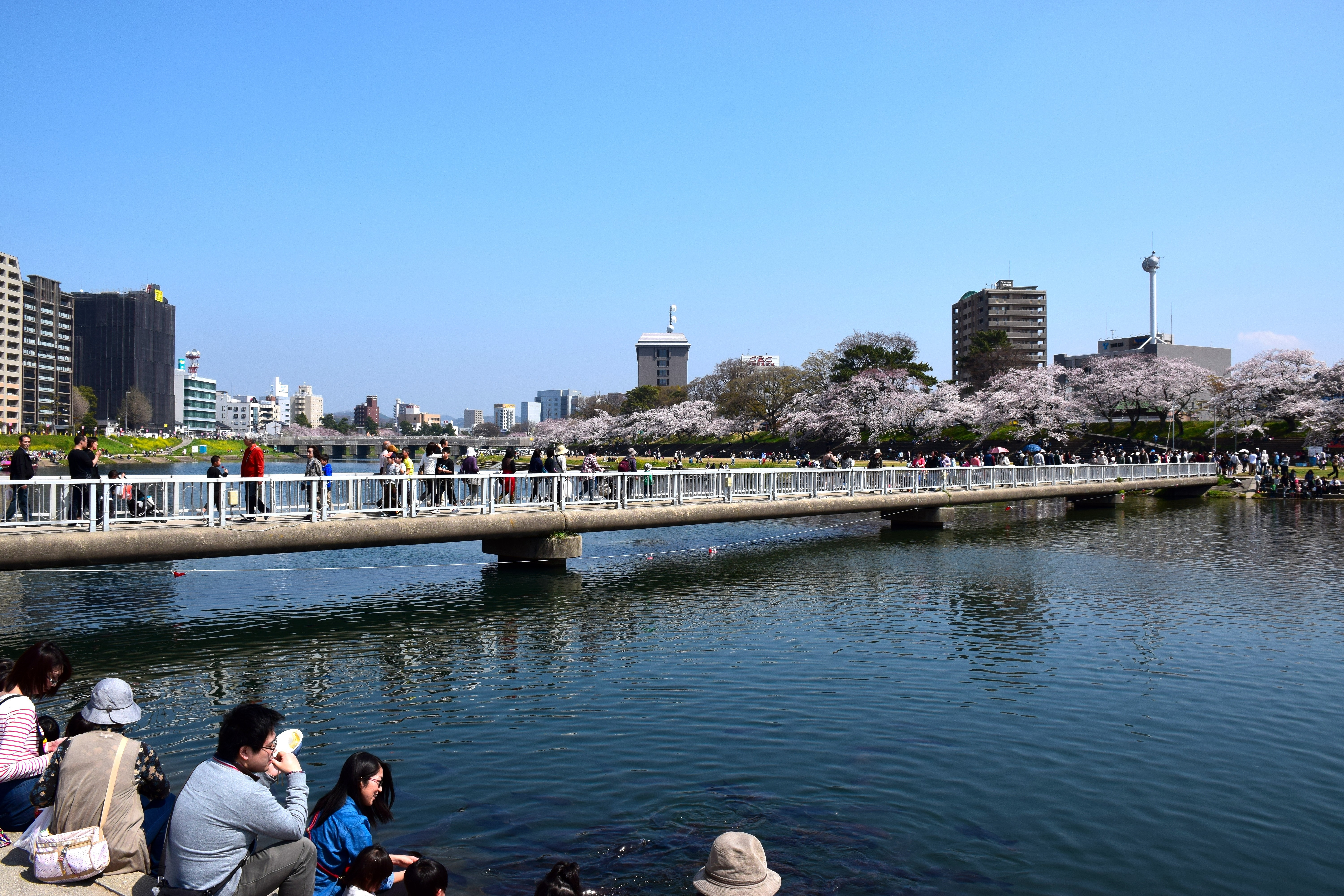
Festival floral de Okazaki
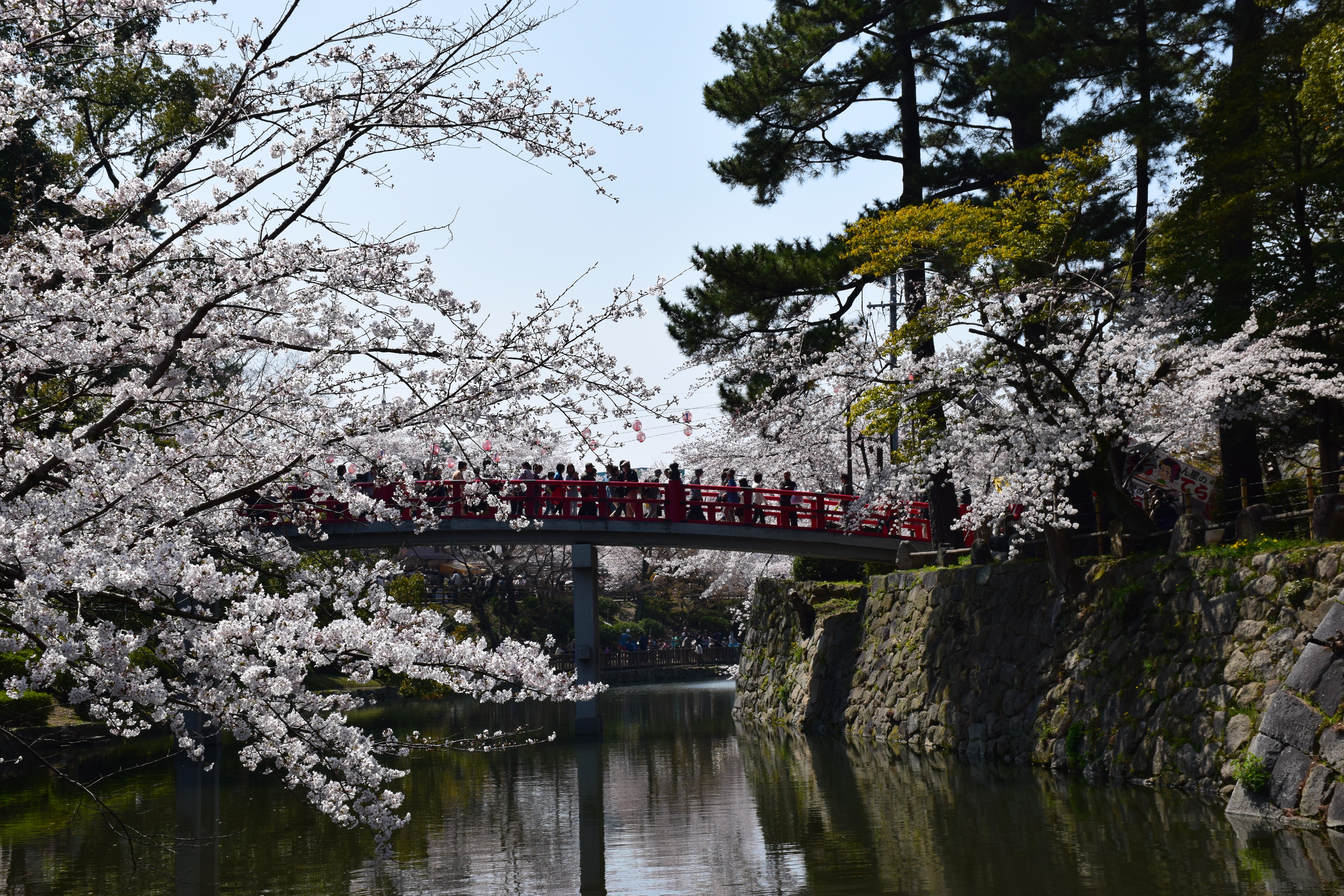
Festival floral de Okazaki
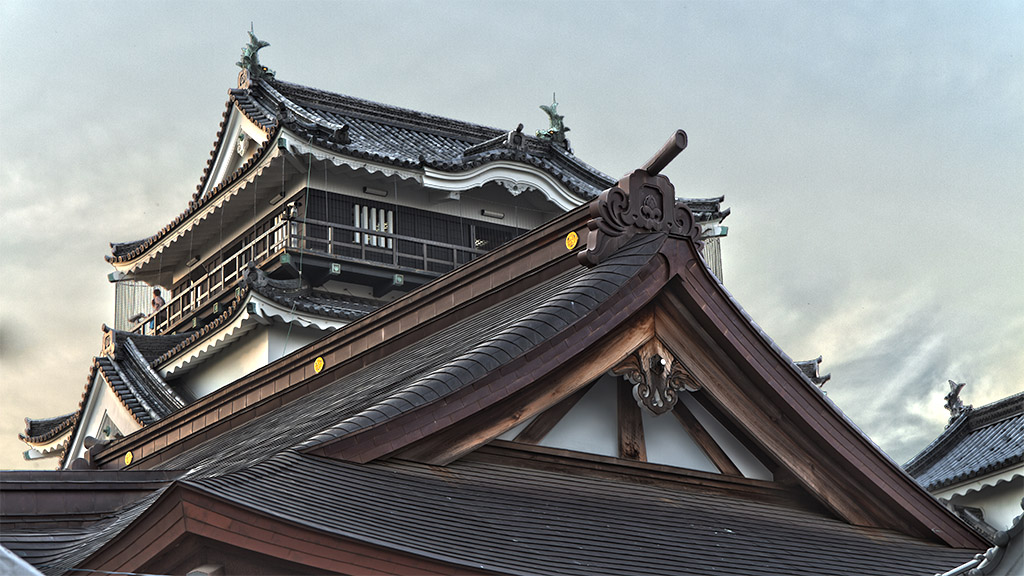
Detalle del castillo de Okazaki
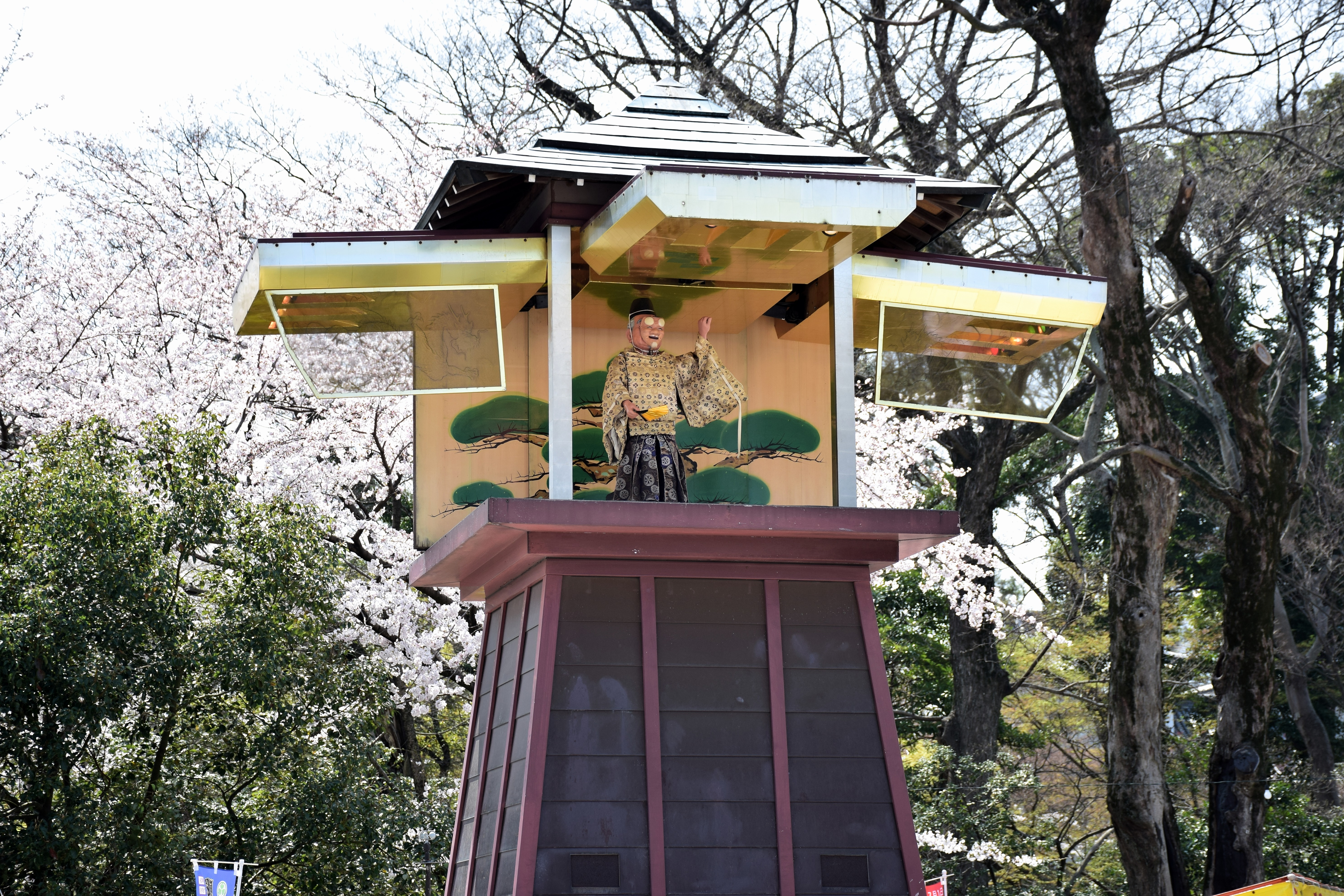
Títeres karakuri